# Георг Карп
Георг Карп (нім. Georg Carp; 16 травня 1886, Найссе — 6 травня 1983, Тюбінген) — німецький офіцер, генерал-лейтенант вермахту.

## Біографія[1]
1 жовтня 1904 року поступив на річну службу в імперську армію, 30 вересня 1905 року звільнений в резерв. 1 квітня 1906 року повернувся на службу. Учасник Першої світової війни, за бойові заслуги відзначений численними нагородами.
Після війни продовжив службу в рейхсвері., служив у частинах кавалерії та артилерії. В 1919 році (до 22 жовтня) був членом добровольчого корпусу Франца фон Еппа. Після приходу до влади Адольфа Гітлера зймав різноманітні штабні посади:
- Керівник 3-го відділу штабу сухопутних військ (1 лютого 1935 - 4 лютого 1938)

- Керівник 3-го відділу ОКГ (4 лютого - 24 листопада 1938)
- Інспектор транспортних частин 8-го відділу ОКГ (24 листопада 1938 - 1 липня 1939)
- Інспектор з поповнення особового складу в Оппельні (1 липня 1939 - 1 березня 1940)
- Інспектор з поповнення особового складу в Катовицях (1 березня 1940 - 1 травня 1942)

З 1 травня 1942 року - в резерві ОКГ. З 6 травня 192 по 17 квітня 1943 року - комендант тилової ділянки 559. 17 квітня 1943 року знову відправлений у резерв, 30 червня 1944 року - у відставку.

## Звання[1]
- Фанен-юнкер (1 квітня 1906)
- Лейтенант (14 квітня 1907)
- Обер-лейтенант (5 вересня 1914)
- Гауптман (15 вересня 1915)
- Майор (1 квітня 1928)
- Оберст-лейтенант (1 лютого 1933)
- Оберст (1 березня 1935)
- Генерал-майор (1 квітня 1938)
- Генерал-лейтенант (1 квітня 1942)

## Нагороди[1]

### Перша світова війна
- Залізний хрест 2-го і 1-го класу
- Ганзейський Хрест (Гамбург)
- Лицарський хрест 2-го класу ордена Білого сокола з мечами
- Почесний хрест (Ройсс) 3-го класу з мечами
- Хрест «За військові заслуги» (Австро-Угорщина) 3-го класу з військовою відзнакою

### Міжвоєнний період
- Почесний хрест ветерана війни з мечами
- Медаль «За вислугу років у Вермахті» 4-го, 3-го, 2-го і 1-го класу (25 років)

### Друга світова війна
- Застібка до Залізного хреста 2-го і 1-го класу
- Хрест Воєнних заслуг 2-го і 1-го класу з мечами